# لورا يونغ
لورا يونغ هي عازفة الغيتار الكلاسيكي كندية، ولدت في 24 نوفمبر 1962.

## وصلات خارجية
- لورا يونغ على موقع ميوزك برينز (الإنجليزية)